# Conopora candelabrum
Conopora candelabrum är en nässeldjursart som beskrevs av Stephen D. Cairns 1991. Conopora candelabrum ingår i släktet Conopora och familjen Stylasteridae. Inga underarter finns listade i Catalogue of Life.